# Friedenfels
Friedenfels é um município da Alemanha, situado no distrito de Tirschenreuth, no estado da Baviera. Tem 16,28 km² de área, e sua população em 2019 foi estimada em 1.223 habitantes.